# نانسي ميتكالف
نانسي ميتكالف (بالإنجليزية: Nancy Metcalf)‏ (12 نوفمبر 1978 في الولايات المتحدة - ) هي لاعبة كرة طائرة الولايات المتحدة في مركز ضارب خارجي ‏. شاركت في الألعاب الأولمبية الصيفية 2004.

## وصلات خارجية
- نانسي ميتكالف على موقع الاتحاد الدولي beach volleyball database (الإنجليزية)
- نانسي ميتكالف على موقع الاتحاد الأوروبي (الإنجليزية)
- نانسي ميتكالف على موقع دوري الدرجة الأولى الإيطالي للكرة الطائرة - سيدات (الإيطالية)
- نانسي ميتكالف على موقع الدوري الياباني (مؤرشف) (اليابانية)
- نانسي ميتكالف على موقع اللجنة الأولمبية الدولية (الإنجليزية)
- نانسي ميتكالف على موقع أوليمبيديا (الإنجليزية)
- نانسي ميتكالف على موقع اللجنة الأولمبية والبارالمبية الأمريكية (الإنجليزية)
- نانسي ميتكالف على موقع قاعة آيوا للمشاهير الرياضية (الإنجليزية)